# Charles Delelienne
Charles Jean Joseph Delelienne (ur. 25 lutego 1892, zm. 6 lutego 1984 w Barnet) – belgijski hokeista na trawie na igrzyskach w Antwerpii 1920. Wraz z drużyną  zdobył brązowy medal. W latach 1940–1945 był prezydentem nelgijskiej federacji hokeja na trawie.